# Karin Wolski
Karin Wolski (geboren 1950) ist eine deutsche Juristin, ehemalige Vizepräsidentin der Verwaltungsgerichte Darmstadt und Frankfurt am Main und ehemaliges Mitglied des Hessischen Staatsgerichtshofs.

## Leben
Wolski ist Mitglied der CDU.
Sie war Vorsitzende Richterin am Verwaltungsgericht Frankfurt am Main, ab 2002 Vizepräsidentin des Verwaltungsgerichts Darmstadt und ab 2008 Vizepräsidentin des Verwaltungsgerichts Frankfurt am Main.
Am 5. Juni 2003 wählt der Hessische Landtag Wolski auf Vorschlag von CDU und FDP zum nicht richterlichen Mitglied des Staatsgerichtshofs des Landes Hessen. Am 12. Mai 2004 wurde sie – unter Verzicht auf das Amt als nicht richterliches Mitglied – zum richterlichen Mitglied gewählt.
Wegen des seit 2008 laufenden Prozesses gegen ihren Mann Michael Wolski wegen Steuerhinterziehung beantragte die SPD-Fraktion im Hessischen Landtag eine aktuelle Stunde, in der am 4. März 2010 der Rücktritt von Karin Wolski von ihrem Richteramt am Staatsgerichtshof gefordert wurde. Nachdem Michael Wolski am 26. Mai 2010 zu einer Haftstrafe verurteilt wurde, legte Karin Wolski ihr Amt als Verfassungsrichterin am selben Tag nieder, betonte aber, dass sie sich nichts habe zu Schulden kommen lassen. Angeblich wegen der „Hausfrauenregel“ wurde Karin Wolski selbst nicht der Steuerhinterziehung angeklagt.
Karin Wolski ist zum 28. Februar 2012 auf eigenen Antrag in den Ruhestand getreten. Am 1. März 2013 wurde daraufhin die Stelle des Vizepräsidenten am Verwaltungsgericht Frankfurt am Main neu ausgeschrieben. Da die Stelle lange Zeit unbesetzt blieb, startete die SPD schließlich in 2015 eine kleine Anfrage an das Justizministerium, um die Gründe zu erfragen. Als neuer Vizepräsident wurde schließlich am 12. November 2015 Günter Wiegand berufen.